# Proctocera
Proctocera is een kevergeslacht uit de familie van de boktorren (Cerambycidae). De wetenschappelijke naam van het geslacht werd voor het eerst geldig gepubliceerd in 1855 door Chevrolat.

## Soorten
Proctocera omvat de volgende soorten:
- Proctocera lugubris Thomson, 1858
- Proctocera quadriguttata Aurivillius, 1914
- Proctocera scalaris Chevrolat, 1855
- Proctocera senegalensis (Thomson, 1857)
- Proctocera vittata Aurivillius, 1913